# Saison 3 de The Magicians
 (juin 2018).
Si vous disposez d'ouvrages ou d'articles de référence ou si vous connaissez des sites web de qualité traitant du thème abordé ici, merci de compléter l'article en donnant les références utiles à sa vérifiabilité et en les liant à la section « Notes et références ».
Chronologie
Saison 2 Saison 4
Cet article présente les épisodes de la troisième saison de la série télévisée américaine The Magicians.

## Distribution

### Acteurs principaux
- Jason Ralph (VF : Rémi Caillebot) : Quentin Coldwater
- Stella Maeve (VF : Audrey Sablé) : Julia Wicker
- Olivia Taylor Dudley (VF : Charlyne Pestel) : Alice Quinn
- Hale Appleman (VF : Benjamin Gasquet) : Eliot Waugh
- Arjun Gupta (VF : Sylvain Agaësse) : William « Penny » Adiyodi
- Summer Bishil (VF : Joséphine Ropion) : Margo Hanson
- Rick Worthy (en) (VF : Frantz Confiac) : Henry Fogg
- Jade Tailor (en) (VF : Laurence Mongeaud) : Kady Orloff-Diaz
- Brittany Curran (VF : Anne-Laure Gruet) : Fen
- Trevor Einhorn (en) (VF : Jean-Christophe Clément) : Josh Hoberman

## Synopsis
La magie ayant disparu, Quentin, Alice, Penny, Julia et bien d'autres vont chercher un moyen pour remédier à cela, c'est alors qu'ils se lancent dans une grande aventure.

## Liste des épisodes

### Épisode 1:Le Conte des sept clés
- États-Unis : 10 janvier 2018 sur Syfy
- France : 15 mai 2018 sur Syfy (France)

### Épisode 2:Héros et imbéciles
- États-Unis : 17 janvier 2018
- France : 15 mai 2018 sur Syfy (France)

### Épisode 3:Perte de magie
- États-Unis : 24 janvier 2018
- France : 22 mai 2018 sur Syfy (France)

### Épisode 4:Plonge dans le Penny!
- États-Unis : 31 janvier 2018
- France : 22 mai 2018 sur Syfy (France)

### Épisode 5:Une longue vie éphémère
- États-Unis : 7 février 2018
- France : 29 mai 2018 sur Syfy (France)

### Épisode 6:Attention, ça mord
- États-Unis : 14 février 2018
- France : 29 mai 2018 sur Syfy (France)

### Épisode 7:Les Œufs pochés
- États-Unis : 21 février 2018
- France : 5 juin 2018 sur Syfy (France)

### Épisode 8:Six histoires courtes sur la magie
- États-Unis : 28 février 2018
- France : 5 juin 2018 sur Syfy (France)

### Épisode 9:Un Josh de rêve
- États-Unis : 7 mars 2018
- France : 12 juin 2018 sur Syfy (France)

### Épisode 10:Un pacte maudit
- États-Unis : 14 mars 2018
- France : 12 juin 2018 sur Syfy (France)

### Épisode 11:Flexion Tesla
- États-Unis : 21 mars 2018
- France : 19 juin 2018 sur Syfy (France)

### Épisode 12:Les Élections
- États-Unis : 28 mars 2018
- France : 19 juin 2018 sur Syfy (France)

### Épisode 13:Un jeu qui tourne mal
- États-Unis : 4 avril 2018
- France : 19 juin 2018 sur Syfy (France)